# 연방당 (아르헨티나)

연방당의 당기

연방당(스페인어: Partido Federal)은 19세기 아르헨티나에서 연방제를 주장했던 세력이다. 부에노스아이레스 수도권 중심의 단방제를 주장한 단방당과 대립하여 아르헨티나 내전에서 대결했다.
영국의 영향을 받아 자유주의 이념을 주장한 단방당에 비해 연방당은 보수적이었고, 보호무역을 주장했으며, 미국을 모델로 독립적 자치권을 가진 지방주들과 제한적 권력을 가진 중앙정부가 병존하는 연방제를 추구했다.  단방당 당원들이 주로 수도권의 지식인, 상인들 출신이었던 것에 비해 연방당 지도자들은 대개 지방 군벌(카우디요)들이었고, 가우초를 비롯한 농촌지역민들의 지지를 받았다.
아르헨티나 내전은 초기에는 연방조약과 아르헨티나 연합을 수립한 연방당에 유리하게 전개되었고, 연방당 대통령 후안 마누엘 데 로사스는 20년 넘게 독재체제를 구축했다. 하지만 권좌를 탐낸 연방당 군벌 후스토 호세 데 우르퀴사가 단방당 및 브라질 제국과 결탁해서 로사스를 쫓아내고, 그 우르퀴사가 부에노스아이레스의 단방당을 다시 배신했다가 파본 전투에서 참패해 아르헨티나 연합이 해체당하고 단방당의 바르톨로메 미트레가 대통령이 되는 등 지리멸렬해졌다. 결국 아르헨티나 내전은 부에노스아이레스가 연방제를 받아들이는 대신 부에노스아이레스의 수도 지위와 이권을 보장하는 방향으로 종전되었다.

## 같이 보기
- 아르헨티나의 역사